# Grünrücken-Zimtelfe
Die Grünrücken-Zimtelfe  oder auch Allenkolibri (Selasphorus sasin) ist eine Vogelart aus der Familie der Kolibris (Trochilidae), die die Westküste der USA besiedelt und den Winter in Mexiko verbringt. Der Bestand wird von der IUCN als „nicht gefährdet“ (least concern) eingeschätzt.

## Merkmale
Die Körperlänge beträgt 75–90 mm, das Körpergewicht maximal etwas über 3 g. Männchen unterscheiden sich von den Weibchen in der Gefiederfärbung deutlich (Sexualdimorphismus). Kopfseiten, Kehle, Flanken, unterer Rücken und Schwanz sind leuchtend rot, Hals und obere Brust sind weiß. Der Oberkopf und der obere und mittlere Rücken sind metallisch grün.
Die Weibchen sind deutlich weniger bunt, ihre Oberseite ist einfarbig grün, die Unterseite überwiegend weiß. Die Flanken sind rötlich überhaucht. Kehle und Kopfseiten zeigen eine kräftige Zeichnung aus violetten und grünen Punkten. Junge Männchen ähneln in der Gefiederfärbung den Weibchen.

## Verbreitung und Habitat

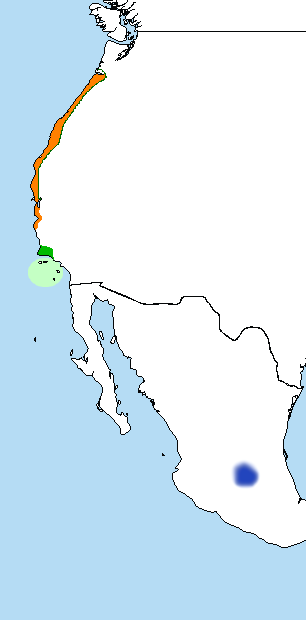
Orange: Brutareal der ziehenden Unterart
Blau: Winterquartier der ziehenden Unterart
Grün: Brutareal der Standvögel

Das relativ kleine Verbreitungsgebiet der Grünrücken-Zimtelfes ist auf einen schmalen Streifen entlang der Pazifikküste der USA vom Süden Oregons bis in den Süden Kaliforniens beschränkt. Gelegentlich dringt die Art bis nach Kanada vor. Als Zugvogel verbringt sie den Winter in einem begrenzten Gebiet in Zentral-Mexiko, manche Individuen auch an der Golfküste der USA. Tiere aus Südkalifornien sind Standvögel.
Die Grünrücken-Zimtelfe bewohnt nebelfeuchte Gebüschstreifen und Weidengehölze entlang der Küste; im Süden kommt er in gemischten Beständen aus verschiedenen Nadelgehölzen, wie zum Beispiel Douglastannen, Kiefern und Zypressen, aber auch am Rande von Eukalyptuspflanzungen und lichten Eichenwäldern vor. Auf den Kanalinseln Kaliforniens brütet die Art vornehmlich im dichten, nur mit einzelnen Bäumen bestandenen Chaparral. Weiter als dreißig Kilometer dringt dieser Kolibri nicht ins Landesinnere vor.

## Brutbiologie

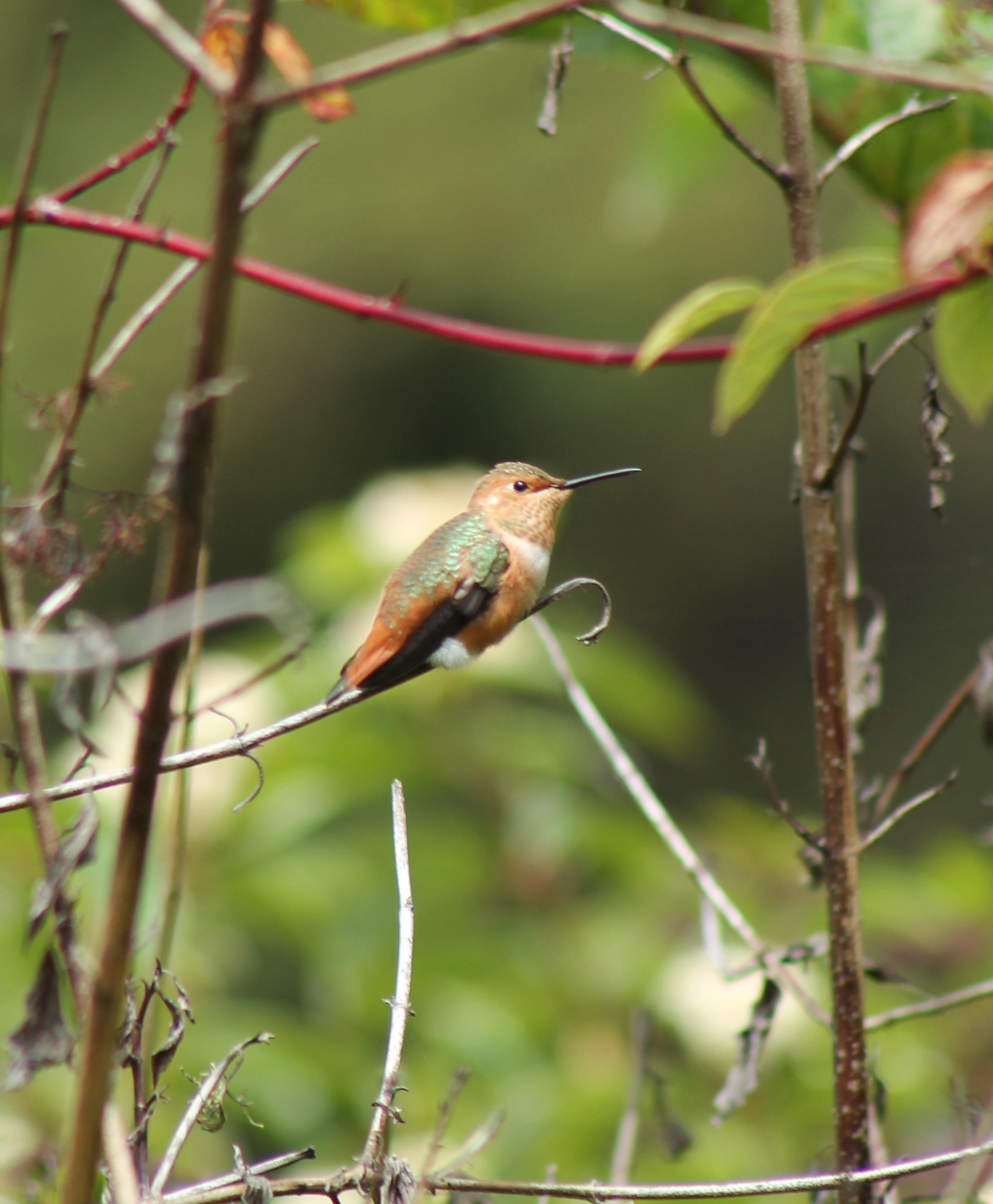
Jugendlich

Die Grünrücken-Zimtelfe ist polygyn. Die zuerst aus dem Überwinterungsgebiet ankommenden Männchen besetzen ein Brutterritorium; die später eintreffenden Weibchen errichten eigene Nistplatzterritorien, die meist mit Männchenrevieren überlappen. Nestbau und Aufzucht der Jungen obliegen allein dem Weibchen. Das Nest ist ein recht stabiler Napf, der in 10 bis 16 Tagen, in der Regel jedes Jahr neu, errichtet wird. Das Gelege besteht aus zwei Eiern, die wetterabhängig zwischen 17 und 21 Tagen bebrütet werden. Nach einer Nestlingszeit von durchschnittlich 22 Tagen fliegen die Jungvögel aus. In den südlichen Brutgebieten werden meist zwei Bruten hochgebracht, in den nördlichen in der Regel nur eine. Partnerwechsel zwischen Erst- und Zweitbrut kommt vor, ob er häufig ist, ist nicht bekannt.

## Wanderungen
Grünrücken-Zimtelfen verlassen ihre Brutgebiete schon sehr früh; zuerst ziehen die Männchen ab, danach die Weibchen, und Mitte Juli haben auch die diesjährigen Jungvögel die Brutgebiete verlassen. Der Wegzug erfolgt inlands, entlang der Abhänge der Küstengebirge, wohl um Blütenpflanzen der höher gelegenen Gebiete zu nutzen. Ende August bis Anfang September erscheinen die ersten Zieher in den Überwinterungsgebieten in Zentralmexiko. Schon Ende November, spätestens jedoch Ende Dezember werden diese Gebiete wieder verlassen. Der Nordzug folgt weitgehend der Küstenlinie; nun können die Frühblüher dieser Regionen als Nektarlieferanten aufgesucht werden. Die spätesten Ankömmlinge erreichen Mitte März die Brutgebiete.

## Systematik
Der nächste Verwandte ist die Rotrücken-Zimtelfe, mit der die Grünrücken-Zimtelfe in Südoregon sympatrisch vorkommt und gelegentlich hybridisiert. Von der Grünrücken-Zimtelfe werden zwei Unterarten beschrieben, die sich in Färbung und Aussehen nur unwesentlich, wohl aber im Verhalten unterscheiden. Selasphorus sasin sasin, die Nominatform, ist ein obligater Mittelstreckenzieher mit Überwinterungsgebieten in Zentralmexiko. Der geringfügig größere Selasphorus sasin sedentarius Grinnell, 1929, der auf einigen der kalifornischen Kanalinseln sowie in einem kleinen Bereich des nahegelegenen Festlandes, insbesondere im Umland von Los Angeles vorkommt, ist ein Standvogel.

## Etymologie und Forschungsgeschichte
René Primevère Lesson beschrieb die Grünrücken-Zimtelfe unter dem Namen Ornismya Sasin. Als Fundort nannte er den Nootka Sound, San Francisco und Monterrey. Es war James Cook, der ihn erstmals als eine Varietät des Rubinkehlkolibris (Archilochus colubris) erwähnte. Schließlich fiel es John Latham zu, den Kolibri unter dem Namen Ruff necked Humming Bird zu beschreiben. Erst später wurde er der 1832 von William Swainson neu eingeführten Gattung Selasphorus zugeordnet. Dieser Begriff leitet sich von den griechischen Wörtern σέλας sélas für „Glanz, Licht, Flamme“ und -φόρος, φέρω -phorós, phérō für „tragend, tragen“ ab. Das Artepitheton sasin bedeutet in der Sprache der Wakashan bzw. der Nootka „Kolibri“. Das lateinische sedentarius steht für „sesshaft, sitzend“, was sich wiederum von sedere für „sitzen“ ableitet.